# Castello di Nemours
Il castello di Nemours (in francese château de Nemours) si trova nell'omonima cittadina nell'estremo sud-est della regione parigina nel dipartimento di Seine-et-Marne. Il complesso è costituito innanzitutto da una fortezza costruita nel XII secolo sulla riva sinistra del fiume Loing, all'altezza di un antico guado e al crocevia di due potenze nemiche dell'epoca: il regno di Francia e la contea di Champagne. Questo edificio è uno dei pochi castelli dell'Île-de-France giunto ai nostri giorni. A differenza dei castelli costruiti nello stesso periodo, il castello è sfuggito allo smantellamento grazie ai buoni rapporti tra i reali e i signori di Nemours.
Trasformato in museo nel 1901, ospita una ricca collezione di oltre 20.000 opere. Il museo possiede una notevole collezione di arti grafiche (stampe, disegni, incisioni) e fotografie, nonché dipinti e sculture emblematici dell'arte della seconda metà del XIX e dell'inizio del XX secolo. Numerose donazioni nel corso del novecento hanno arricchito la collezione in vari campi: archeologia locale, scienze naturali, arti e tradizioni popolari, monete, arazzi e maioliche rivoluzionarie.
Il castello di Nemours è stato classificato monumento storico dal 10 febbraio 1977 e ha una iscrizione dal 14 aprile 1926 per i resti dell'antica cappella signorile. Il museo ha ora il nome di "Musée de France" (Museo di Francia). Accoglie più di 1.300.000 visitatori all'anno, di cui 3.500 sono studenti.

## Il castello: storia e architettura

### Medioevo

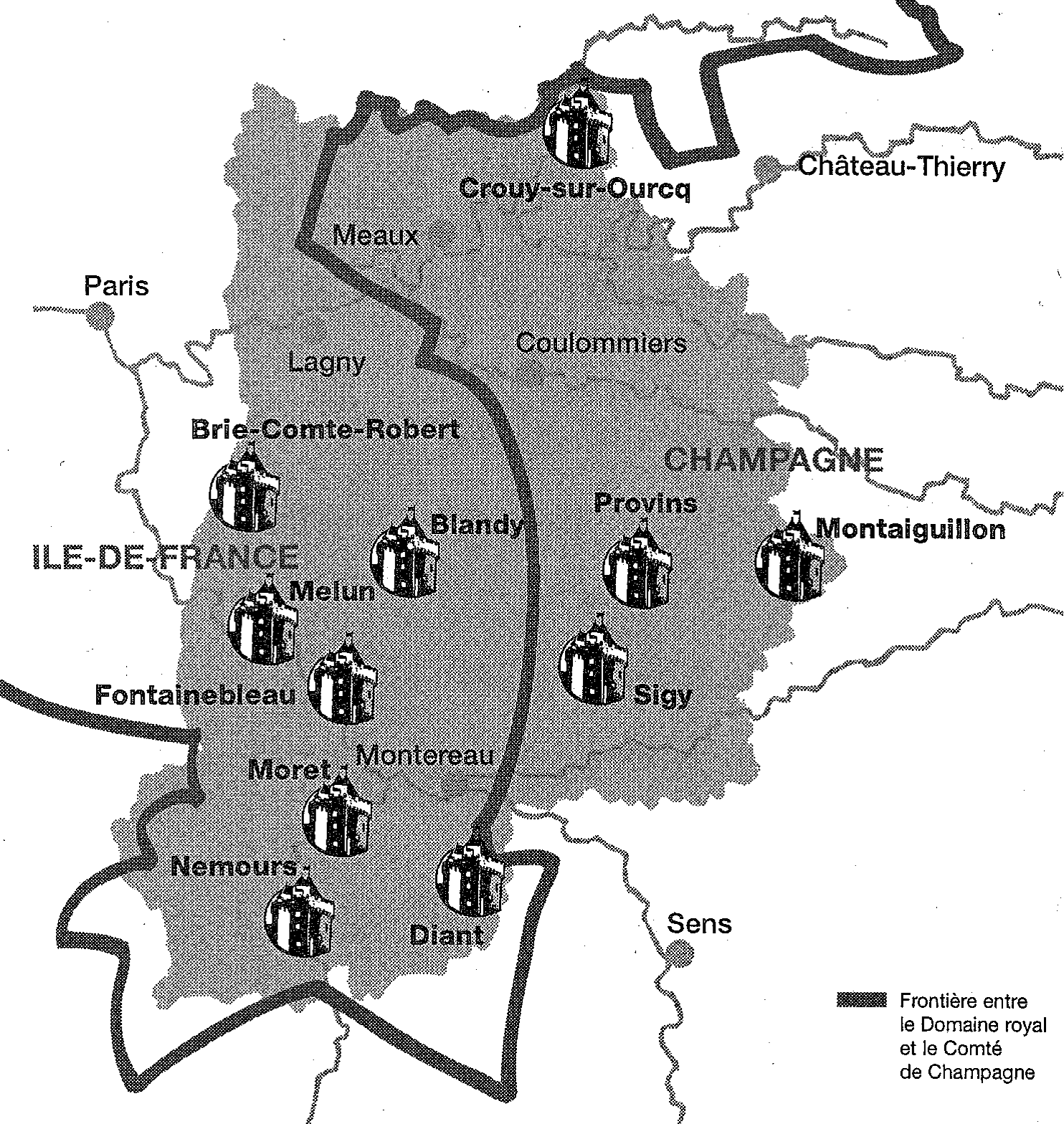
Confine tra i domini reali e la contea di Champagne e la posizione di Nemours.

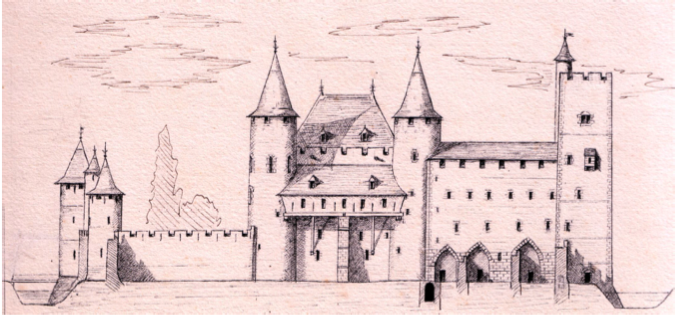
Il castello di Nemours nel medioevo con il mastio, il passaggio in legno, la galleria e la torre di avvistamento.

La città di Nemours appartiene dall'XI secolo alla contea di Gâtinais, incorporata nel dominio reale dal 1068. La città è quindi sotto il controllo del visconte di Gâtinais installato a Château-Landon, il grande centro signorile più vicino. Nel 1126 Luigi VI smembra la viscontea in seguito ai disordini sorti dopo la morte del visconte di Gâtinais, Folco. La roccaforte passò alla corona, ma il terzo figlio di Folco, Orson, fu insediato a Nemours come governatore in assenza del re. Un ipotetico castello potrebbe essere stato costruito durante questo periodo per celebrare l'insediamento di Orson come signore della città, ma non esistono tracce o informazioni certe.
L'attuale castello è probabilmente opera del genero di Orson, Gauthier I de Villebéon, che nel 1149 sposò la figlia Aveline de Château-Landon. La costruzione della fortezza si sviluppò dal 1160 al 1190 circa. Gauthier era un modesto funzionario di corte, signore di Beaumont-en-Gâtinais e La Chapelle en Brie, ereditò la roccaforte di Villebéon da sua madre. Uomo molto pio, seguì il re nella Seconda Crociata nel 1149, e al suo ritorno divenne Signore di Nemours attraverso il matrimonio con Aveline. Iniziò la sua carriera come Gran ciambellano di Francia sotto Luigi VII e poi sotto Filippo II.
L'area sulla quale insiste il castello si è rivelata come posizione strategica, accanto ad un guado del fiume Loing e vicino al confine con la contea di Champagne, alleata dell'Inghilterra e nemica del Regno di Francia. Il transito di persone e merci era subordinato al pagamento di un pedaggio.
La struttura originaria del castello risulta, oggi, difficile da individuare. Al momento della sua massima estensione, verso la fine del medioevo, comprendeva una cinta rettangolare che circondava le aree residenziali e una corte inferiore a sud. La cinta, che abbraccia anche la corte superiore del castello, era delimitata agli angoli da torri e presentava a sud una torre intermedia ed un'altra a base quadrata sul fianco nord. L'ingresso al castello avveniva attraverso una piccola entrata posta nella parte occidentale della cortina sud del bastione dell'antica corte inferiore. Ampi fossati, il cui scavo è ancora oggi visibile, inibivano l'accesso al castello a nord e a ovest. La corte inferiore era il primo passo per accedere al castello; vi era infatti una scuderia a pianta trapezoidale allungata e un'edicola, fondata nel 1174 da Gauthier I, in seguito ricostruita nel XIII secolo.
Il castello fortificato consisteva in un mastio quadrangolare fiancheggiato da 4 torri angolari, che costituiva lo spazio abitativo principale, una torre di avvistamento, alta 30 m, destinata alla sorveglianza e una galleria di collegamento tra le stesse. Per un migliore controllo sul fiume Loing, al mastio del castello è stato attaccato su tre lati un passaggio in legno a sbalzo, oggi scomparso. L'elevazione esterna del castello si è modificata nel tempo: nel XVII secolo il mastio e le sue torri, precedentemente merlate, furono dotati di tetti e le torri vennero abbassate sul livello del corpo centrale.
Durante tutto il medioevo il mastio del castello era costituito da tre livelli: seminterrato, piano rialzato e primo piano. Quest'ultimo era il piano nobile, con due grandi camini e il soffitto alto 8 metri. Sullo stesso piano possiamo ancora trovare l'oratorio del castello nella torre sud-orientale del mastio: un gioiello architettonico edificato a cavallo tra romanico e gotico. La presenza delle latrine, attestata da aperture scavate nella torre nord-est e poi nella torre di avvistamento, testimonia una certa agiatezza, che suggerisce lo status di straordinaria importanza del signore.
In seguito alla rovina economica della famiglia Villebéon a causa delle Crociate, nel 1274 la signoria di Nemours fu venduta alla casa reale di Francia durante il regno di Filippo III. Nel 1404 Nemours fu trasformata in ducato e il primo duca di Nemours fu Carlo III, re di Navarra dal 1387 al 1425. In questo periodo la città si emancipò ed in particolare venne costruita la propria cinta muraria urbana.
Alla morte di Carlo III nel 1425, il ducato venne preteso dai discendenti della sua giovane figlia, Beatrice, e dalla sorella maggiore, Bianca. Il Ducato venne riconosciuto a Bianca nel 1437 e nel 1441, alla sua morte, Nemours tornò alla corona francese. Luigi XII, nel 1461, accolse le pretese della figlia di Beatrice, Eleonora di Borbone-La Marche e del marito, Bernardo d'Armagnac che si insediarono al castello.
Fu suo figlio, Jacques d'Armagnac, duca di Nemours dal 1464, a cui si deve la trasformazione del castello in residenza. Suddivise il primo piano in due separati, distrusse i due grandi camini per farne quattro - due per piano, eliminò il passaggio esterno, aprì nuove finestre e arricchì il castello di decori, tra bretelle, basi prismatiche e ricche modanature che incorniciano le campate. Jacques d'Armagnac fu giustiziato per tradimento nel 1477. Il re confiscò la proprietà di Armagnac, ma Carlo VIII restituì il territorio di Nemours alla famiglia, che lo possedette fino al 1503.

### Epoca moderna

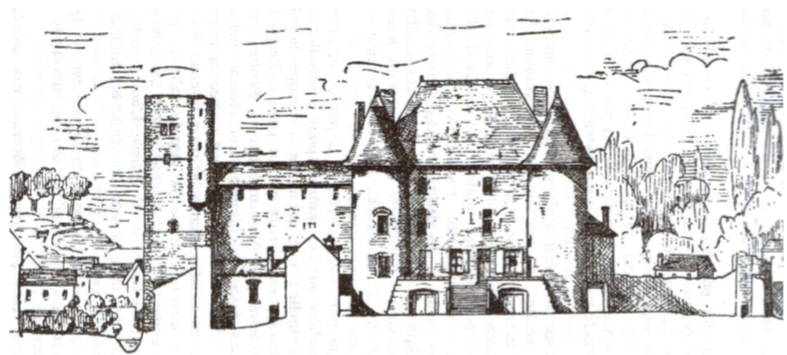
Il castello nel XVIII secolo dopo i lavori di restauro.

Il castello divenne in seguito proprietà della famiglia della Contea di Foix dal 1507 al 1512. Tre anni dopo la morte di Gaston de Foix-Nemours nel 1515, il re Francesco I, grazie all'intercessione di papa Leone X, donò il ducato di Nemours a Giuliano de' Medici. Quest'ultimo morì un anno dopo e il castello tornò alla corona per poi passare ai Savoia. I Savoia-Nemours ne ebbero possesso dal 1528 al 1657. Tra i duchi di Nemours Jacques de Savoie Nemours è particolarmente noto come l'eroe del romanzo di Madame de La Fayette, La Princesse de Clèves, dove viene descritto come l'uomo più bello della corte, tanto da essere considerato un "capolavoro della natura". Alla famiglia Savoia è anche attribuita la ristrutturazione del castello, come lo sviluppo di giardini di piacere e un'area per il gioco delle palme.
Nel 1672, Luigi XIV, Le Roi Soleil, cedette il castello in prerogativa di suo fratello Filippo I di Borbone-Orléans, detto Monsieur, che trasformò il castello in corte di giustizia e prigione. Furono poi rimessi in funzione i sotterranei, già presenti in epoca medievale e ristrutturati a partire dal 1644, nonché l'edificio del carceriere che conteneva anche le celle. Il monumentale portico, realizzato all'epoca, risponde all'esigenza di accesso diretto al piano terra, mentre il portale sul lato strada conferisce all'ingresso al cortile superiore un aspetto nobile, secondo i princìpi di simmetria e armonia.
Dopo la rivoluzione, il castello fu acquistato nel 1810 dal sindaco di Nemours, Anne-Antipas Hédelin, che lo vendette l'anno successivo al municipio. Quest'ultimo prevede di trasformarlo in una scuola pubblica, che rimane in vigore grazie al finanziamento di Philippe d'Orléans. Poi il castello divenne auditorium, sala da ballo, alcuni dei suoi spazi furono affittati a commercianti, ma rimase non ben mantenuto fino al Novecento.

## Il museo
A partire dal 1900 furono intrapresi lavori di restauro per salvare il castello. Tre personalità di Nemours sostengono questo progetto: lo scultore Justin-Chrysostome Sanson, il pittore Ernest Marché e lo stampatore di intaglio Adolphe Ardail. Insieme formano un comitato, poi un'associazione che si materializza nel 1901 nella "Società degli Amici del Vecchio Castello". Sanson, che dal 1884 scrive al sindaco per convincerlo ad allestire uno spazio espositivo pubblico,offrendo le sue opere in donazione alla città, viene nominato presidente onorario e propone la conservazione del monumento, la manutenzione del suo museo, e la sua crescita. Il restauro è finanziato da un sussidio comunale e dipartimentale, oltre che da diversi sussidi pubblici.
Il 18 ottobre 1903 fu infine inaugurato il museo: i tre padri fondatori si affermarono nell'opera di restauro e nella costituzione di una collezione per il museo. Ardail, come Sanson, lascia al castello gran parte delle sue opere; Ardail e Marché saranno anche i curatori del museo, il primo fino al 1911 e il secondo fino alla sua morte nel 1932.